# Polyporandra scandens
Polyporandra scandens är en tvåhjärtbladig växtart som beskrevs av Odoardo Beccari. Polyporandra scandens ingår i släktet Polyporandra och familjen Icacinaceae. Inga underarter finns listade i Catalogue of Life.